# Bad Education
Bad Education è un film del 2019 diretto da Cory Finley.

## Trama
Nel 2002, il dottor Frank Tassone è sovrintendente del distretto scolastico libero della Roslyn Union a Long Island. Frank e l'assistente sovrintendente Pam Gluckin hanno supervisionato importanti miglioramenti nel distretto, tali da rendere la Roslyn High School la quarta scuola pubblica del Paese. Le prestazioni della scuola stimolano l'economia locale, raccogliendo ricompense per il presidente del consiglio scolastico e l'agente immobiliare Bob Spicer. Amato da studenti e genitori, Frank afferma di aver perso sua moglie diversi anni fa e rifiuta le avances di alcune delle madri locali: in realtá é omosessuale e ha un affetto stabile con il quale convive da oltre trent'anni. Partecipando a una conferenza a Las Vegas, inizia una relazione con il suo ex studente Kyle Contreras.
La giornalista studentessa Rachel Bhargava sta scrivendo un articolo per il giornale della scuola di Roslyn su un ponte SkyWalk che la scuola intende costruire, e Frank la incoraggia allegramente a trattare il suo articolo come farebbe qualsiasi giornalista di spicco. Rachel indaga sul progetto, irritata da Pam, e nota irregolarità nelle finanze del distretto. Pam è proprietaria di una carta di credito della scuola che usa fraudolentemente e che incoraggia sua nipote Jenny, un'impiegata distrettuale nella stessa scuola, a utilizzare. Pam incarica suo figlio nell'acquisto di materiali da costruzione per migliaia di dollari per la ristrutturazione della loro abitazione, il figlio incautamente rivela l'indirizzo privato della madre, e Bob viene avvisato da un parente che lavora nel negozio.
Bob e il consiglio scolastico affrontano Pam, rendendosi conto che la donna ha sottratto almeno 250 000 dollari in fondi dei contribuenti. Frank li convince a gestire la questione in silenzio, descrivendo in dettaglio le conseguenze che uno scandalo pubblico avrebbe sulla scuola e sulla comunità. Acconsentono a nascondere l'appropriazione indebita, costringendo Pam a pagare la restituzione e dimettersi; il consiglio annuncia il suo brusco ritiro a causa di una grave malattia. Convincendo il revisore distrettuale Phil Metzger a falsificare i registri finanziari, Frank lo nomina come sostituto temporaneo di Pam. Frank trasferisce Jenny a un ruolo meno visibile in archivio, minacciando di esporre il proprio uso improprio dei fondi quando tenta di coinvolgerlo.
Rachel continua la sua indagine, scoprendo le prove dell'appropriazione indebita sotto forma di ordini di fornitura che non sono mai stati eseguiti e massicce spese di consulenza pagate a società sconosciute, inclusa la concessionaria di auto del marito di Pam. Trova una spesa annuale di 803 000 da parte di Wordpower Tech e visitando l'indirizzo indicato, scopre essere un appartamento di Manhattan. Un uomo risponde alla porta e Rachel, sorpresa che si tratti di una residenza e non di un ufficio, se ne va, ma sulla soglia dell'ascensore incontra Frank che vede entrare nell’appartamento. Il proprietario dell'abitazione è Tom Tuggiero, il marito di Frank, e Rachel si rende conto che Wordpower Tech è una copertura creata da Frank, coinvolto nell'appropriazione indebita. Frank in seguito avverte Rachel della potenziale ricaduta per aver smascherato la storia.
Phil informa Frank di una spesa incriminante: Frank ha utilizzato i fondi distrettuali per acquistare due biglietti in prima classe per Londra. Frank minaccia di incolpare Phil per non aver colto il piano di Pam e aver preso parte alla copertura. Phil accetta di tacere, ma Rachel pubblica la sua storia sul giornale della scuola, esponendo il ruolo chiave di Frank nell'appropriazione indebita. Insistendo nel dire che ha agito nel migliore interesse della scuola, Frank implora Bob di non confermare lo scandalo fino a quando il bilancio della scuola non sarebbe stato approvato, ma Bob e il consiglio scolastico riferiscono la copertura nella sua interezza.
Pam, Jenny e Phil vengono arrestati; quando le autorità minacciano di perseguire la sua famiglia, Pam accetta di testimoniare contro Frank e consegna le prove del piano. Tom viene informato della seconda vita di Frank con Kyle e Rachel diventa redattore capo del giornale della scuola. Frank si dimette, fugge in Nevada con decine di migliaia di dollari in contanti e si trasferisce con Kyle in una casa che Frank ha comprato per lui. Alla fine viene arrestato, riportato a New York e condannato. In prigione, Frank sogna di essere tornato a Roslyn, dove si congratula per essere diventato la scuola numero uno del Paese.
L'epilogo rivela che Frank è stato condannato per appropriazione indebita di 2,2 milioni di dollari e condannato a 4-12 anni di prigione. Pam, che si è dichiarata colpevole di appropriazione indebita di 4,3 milioni di dollari e ha testimoniato contro Frank, è stata condannata a 3-9 anni di prigione; il totale sottratto è di 11 milioni di dollari, il più grande furto scolastico nella storia americana. Tuttavia, a causa di una svista nei regolamenti pensionistici statali, Frank riceve una pensione pari a $173 495 l'anno.

## Distribuzione
È stato presentato in anteprima mondiale al Toronto International Film Festival l'8 settembre 2019. Poco dopo, HBO 
Films ha acquisito i diritti di distribuzione del film per 17.5 milioni di dollari. Il film è stato distribuito da HBO il 25 aprile 2020 ed è entrato a far parte della catalogo della piattaforma HBO Max, lanciata il 27 maggio dello stesso anno.

## Riconoscimenti
- Primetime Emmy Awards
  - 2020 - Migliore film per la televisione